# Ледвій Дмитро Ростиславович
Ледвій Дмитро Ростиславович (нар. 26 серпня 2003) — український професійний футболіст, воротар «ЛНЗ» (Черкаси).

## Клубна кар'єра
Народився у Львові, Ледвій є вихованцем місцевої академії львівських «Карпат» (його першими тренерами були Володимир Щерба та Геннадій Погорілець).
Провівши вісім сезонів за молодіжну команду львівських «Карпат», виступаючи в молодіжному чемпіонаті України, у вересні 2020 року підписав контракт із клубом української прем'єр-ліги «Рух» (Львів). Перші роки виступав за команду U-19, а також за «Рух-2» в Прем'єр-лізі Львівської області. Дебютував у Прем'єр-лізі в домашньому матчі проти «Миная» 14 листопада 2022 року, у якому його команда зіграла у нічию 1:1. У сезоні 2023—24 став основним воротарем «Руху».